# 波諾雷
50°55′26″N 33°6′22″E / 50.92389°N 33.10611°E
波諾雷（羅馬化：Ponory）是位於烏克蘭北部切爾尼希夫州普里盧基區的村莊，始建於1666年，面積1.6平方公里，海拔高度155米，2024年人口269，人口密度每平方公里262.8人。